# Odarivka, Orihiv
Odarivka (în ucraineană Одарівка) este un sat în așezarea urbană Komîșuvaha din raionul Orihiv, regiunea Zaporijjea, Ucraina.

## Demografie
Componența lingvistică a localității Odarivka
     Ucraineană (92,75%)
     Rusă (6,28%)
Conform recensământului din 2001, majoritatea populației localității Odarivka era vorbitoare de ucraineană (92,75%), existând în minoritate și vorbitori de rusă (6,28%).